# تشارلز ستيل
تشارلز ستيل (9 نوفمبر 1897 في المملكة المتحدة - 14 فبراير 1973 في المملكة المتحدة)  (بالإنجليزية: Charles Steele)‏ هو عسكري ولاعب كريكت بريطاني (وحمل سابقاً جنسية المملكة المتحدة لبريطانيا العظمى وأيرلندا).